# Abbaye Saint-Cyr de Colera
L’abbaye Saint-Cyr de Colera (en catalan : Sant Quirze de Colera) est un monastère bénédictin situé près de Rabós, dans la province de Gérone, en Catalogne.

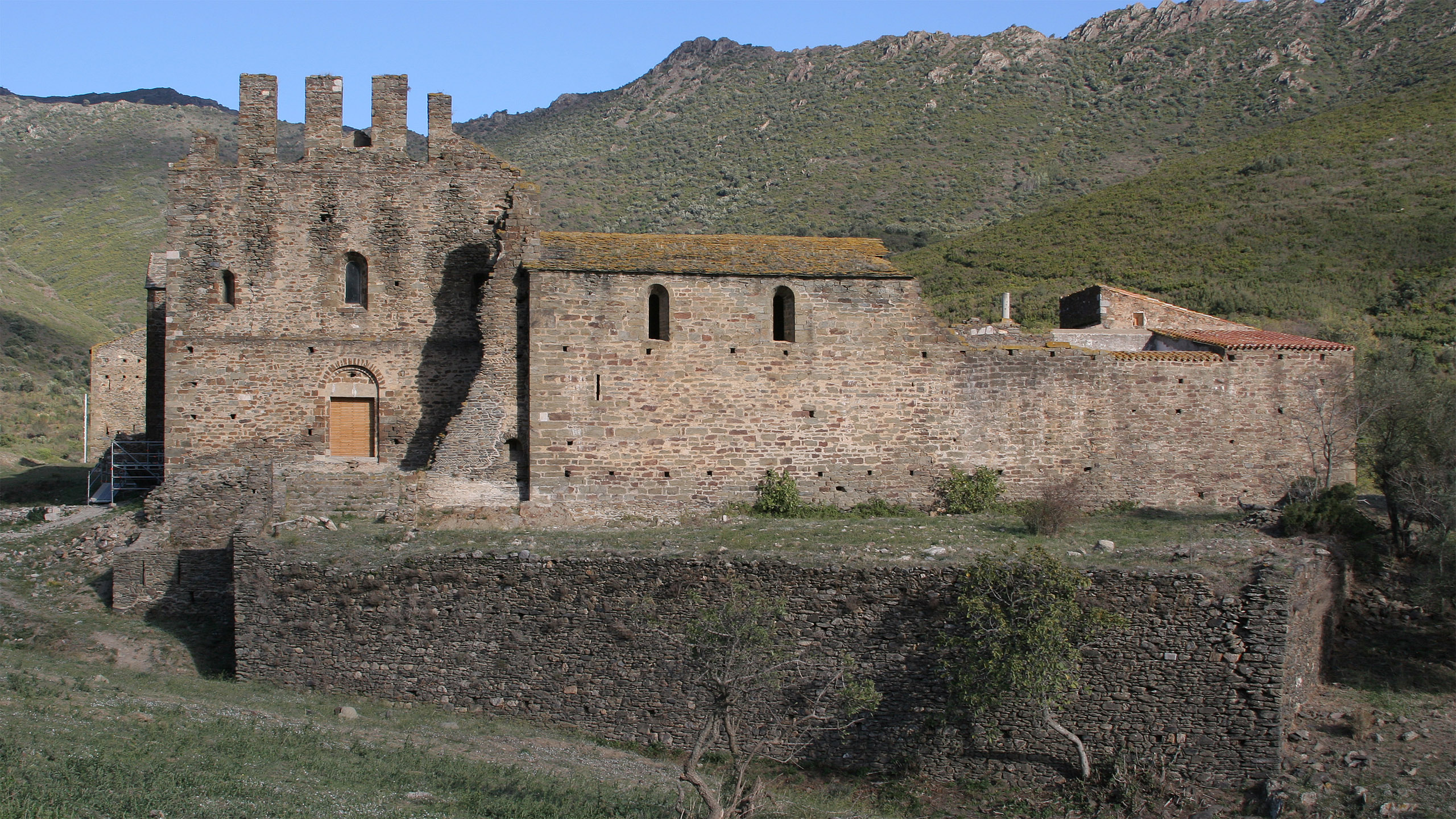

## Localisation
L'abbaye se trouve dans le Haut-Ampurdan, à environ trois kilomètres à l'ouest du village de Colera, situé sur la côte, et à 500 mètres de la frontière franco-espagnole.

## Histoire
Il a été construit entre le IXe et le XIIe siècle dans les styles préroman et roman. La vie monastique s'y est maintenue du IXe au XVIe siècle.
En 1285, lors de la Croisade d'Aragon, le monastère est occupé par les troupes françaises du roi Philippe III le Hardi.
En 1288, il est pillé par les troupes du roi Jacques Ier d'Aragon.